# 渡辺彩香 (サッカー選手)
渡辺 彩香（わたなべ あやか、1989年7月15日 - ）は、熊本県菊池郡菊陽町出身の女子サッカー選手である。元サッカー女子日本代表。ポジションはミッドフィールダー、ディフェンダー。

## 経歴
菊陽町立菊陽西小学校3年生の時にキッズサッカースクールに入る。女子だけのチームでサッカーをプレイしたいと思い菊陽町立武蔵ヶ丘中学校では部活に入らず「MELSA熊本」に所属。熊本県立大津高等学校から武蔵丘短期大学健康生活学科健康スポーツ専攻へ進学し、女子サッカー部「CIENCIA」に所属する。2008年にはU-20日本女子代表候補に選出される。2009年の全日本大学女子サッカー選手権大会で本戦出場するも1次ラウンドでグループ敗退。
2010年2月、AC長野パルセイロ・レディース入団も提携先企業の職務内容が合わずに退団。武蔵丘短期大学CIENCIAに戻る。
2011年1月にASエルフェン狭山FCに移籍する。
2013年1月、昨季ASエルフェン狭山FCでプレイを続けたいと移籍オファーを断ったINAC神戸レオネッサから再びオファーを受け、チームも下部リーグへ降格したこともあり、チャレンジのため日本代表が多くいるINAC神戸に移籍。
2015年、アルビレックス新潟レディースに移籍。
2020年、バニーズ京都SCに移籍。
2021年、静岡SSUアスレジーナに移籍。勤務先は株式会社杏林堂薬局。
2024年12月21日、静岡SSUボニータを退団することを発表。
2025年4月1日、水俣ユニオンフットボールウイメンへの移籍を発表

## 代表経歴
- 2008年、U-20日本女子代表候補選出
- 2012年2月、日本サッカー協会「なでしこチャレンジプロジェクト」選出
- 2013年2月、日本サッカー協会「なでしこチャレンジプロジェクト」選出
- 2013年6月、日本代表「なでしこジャパン」初選出[10]

## 記録
- リーグ戦通算100試合出場（2015年10月18日、ノエビアスタジアム）
  - エキサイティングシリーズ上位リーグ 第2節 INAC神戸レオネッサ戦
- リーグ戦通算150試合出場（2020年9月20日、鴨川陸上競技場）
  - 第10節 オルカ鴨川FC戦
- リーグ戦通算200試合出場（2023年5月27日、 アースケア敷島サッカー・ラグビー場）
  - 2023プレナスなでしこリーグ1部 第11節 バニーズ群馬FCホワイトスター戦

## 人物
- ニックネームの「しん」は、大学の時になんか「しん」ぽいよねというだけで呼ばれはじめた[11]。
- 愛犬はトイプードルの「がんも」で、自身のSNSに頻繁に登場する。
- コールは「しん! しん! が!ん!も!」でニックネームと愛犬を合わせた珍しいものである。
- リーグ戦通算200試合出場のセレモニーでは愛犬がんもとピッチに立つという夢を叶えてもらった[12]。